# Primera División de Chile 1942
El Campeonato Nacional de Fútbol de la Primera División de 1942 fue el torneo disputado en la 10.ª temporada del fútbol profesional chileno, con la participación de diez equipos, todos de Santiago. 
Previo al inicio del certamen, la fusión de Santiago National y Juventus, Santiago National Juventus, fue disuelta.
El torneo se jugó en dos rondas con un sistema de todos-contra-todos.
El campeón del torneo fue Santiago Morning, que logró su primer y hasta ahora único campeonato nacional.

## Tabla final
| Pos | Equipo               | PJ | PG | PE | PP | GF | GC | Dif | Pts |
| --- | -------------------- | -- | -- | -- | -- | -- | -- | --- | --- |
| 1   | Santiago Morning     | 18 | 13 | 3  | 2  | 51 | 18 | 33  | 29  |
| 2   | Magallanes           | 18 | 13 | 2  | 3  | 48 | 28 | 20  | 28  |
| 3   | Colo-Colo            | 18 | 10 | 5  | 3  | 42 | 20 | 22  | 25  |
| 4   | Green Cross          | 18 | 7  | 5  | 6  | 39 | 46 | -7  | 19  |
| 5   | Universidad de Chile | 18 | 5  | 8  | 5  | 28 | 25 | 3   | 18  |
| 6   | Audax Italiano       | 18 | 7  | 4  | 7  | 30 | 30 | 0   | 18  |
| 7   | Unión Española       | 18 | 7  | 1  | 10 | 36 | 38 | -2  | 15  |
| 8   | Badminton            | 18 | 4  | 6  | 8  | 33 | 39 | -6  | 14  |
| 9   | Universidad Católica | 18 | 3  | 4  | 11 | 19 | 40 | -21 | 10  |
| 10  | Santiago National    | 18 | 1  | 2  | 15 | 23 | 65 | -42 | 4   |

PJ=Partidos jugados; PG=Partidos ganados; PE=Partidos empatados; PP=Partidos perdidos; GF=Goles a favor; GC=Goles en contra; Dif=Diferencia de gol; Pts=Puntos
|  | Campeón |

## Campeón
| Chile                      |
| Santiago Morning 1º Título |